# Přemyslidenkreuz

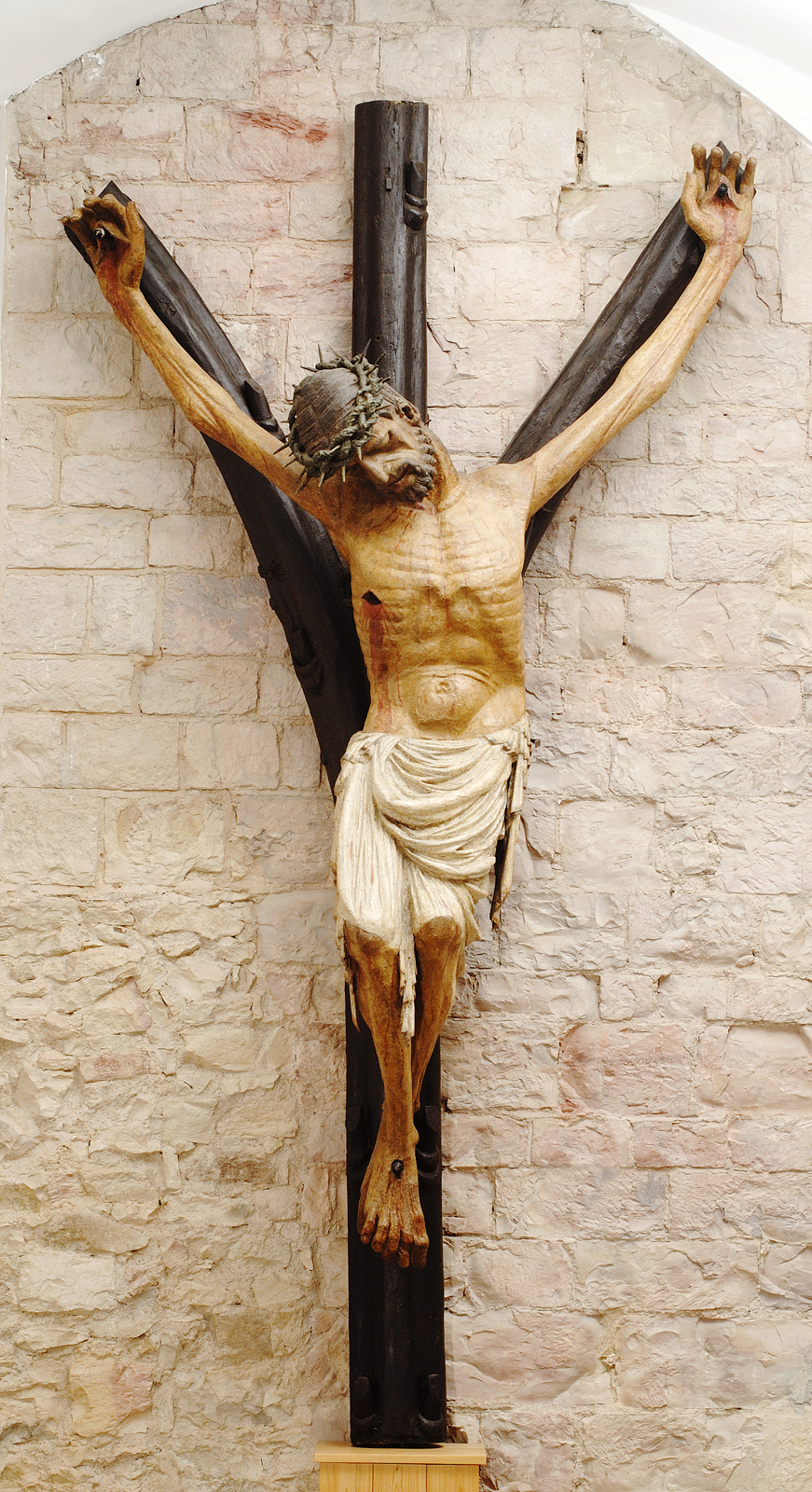
Přemyslidenkreuz (um 1330) ausgestellt im Kloster Strahov, Prag

Das Přemyslidenkreuz (tschechisch Přemyslovský kříž, auch Přemyslovský krucifix), das auch als Iglauer Kreuz bezeichnet wird, ist ein gotisches Kruzifix in der Form eines Gabelkreuzes. Als bedeutendes Kunstwerk ist es seit 2010 als Nationales Kulturdenkmal Tschechiens ausgewiesen.

## Geschichte
Der Legende nach ist das Iglauer Kreuz den böhmischen Königen Ottokar II. Přemysl oder Ottokar I. Přemysl gewidmet. Es entstand jedoch wahrscheinlich um 1330 im deutschen Sprachgebiet und gelangte im 14. Jahrhundert nach Jihlava (Iglau) in die der Erhebung des hl. Kreuzes geweihte Dominikanerkirche. Das geistige Zentrum des Dominikanerordens in Mitteleuropa war damals Köln, wo die ältesten Kruzifixe eines ähnlichen Typs entstanden waren.
Nach den Josephinischen Reformen und der Aufhebung des Jesuitenordens zogen die Dominikaner in das Jesuitenkloster von Iglau. Dort befand sich das Kruzifix in der linken Seitenkapelle neben dem Eingang der Kirche des hl. Ignatius von Loyola, später im dortigen Rokoko-Altar. Danach kam es in die St.-Jakobs-Kirche, die seit 1591 dem Prämonstratenserkloster Strahov untersteht. Nach der Restaurierung in den Jahren 1994–1997 ist das Přemyslidenkreuz seit 1989 in der Bildergalerie des Strahov-Klosters in Prag ausgestellt. Die vorgesehene Rücküberführung in die Kirche St. Jakobus des Älteren in Jihlava unterblieb 2012 wegen ungeeigneter klimatischer Bedingungen, ersatzweise wird dort eine moderne Replik aus Kunstharz ausgestellt.

## Beschreibung und Klassifizierung
Der ausdrucksstarke antiklassische Stil der „mystischen Kruzifixe“ (Kruzifix dolorosum, Gabelkruzifix) hat seinen Ursprung im deutschen Rheinland. Das Přemyslidenkreuz entstand später als die Kruzifixe von Fabriano und Palermo und folgt eher dem Kruzifix aus der Kirche St. Maria vom Frieden in Köln und den beiden Kruzifixen der Erzdiözese Salzburg (Nonnberg, Friesach). Stilistisch ist es dem Ungarnkreuz in der Kirche Maria Himmelfahrt in Andernach so ähnlich, dass es sogar aus derselben Werkstatt stammen kann. Mit seiner skulpturalen, aber etwas weniger ausdrucksstarken Wiedergabe folgt ein Kruzifix aus dem Augustiner-Chorherrenstift in Klosterneuburg.
Das polychrome Holzkreuz unterscheidet sich von anderen gotischen Skulpturen böhmischen Ursprungs durch seine überlebensgroße Dimension und seinen dramatischen Ausdruck, der den Darstellungen des 13. Jahrhunderts ähnelt. Der Leib Christi, einschließlich der Hände, ist 245 cm groß und hat eine Armspannweite von 158 cm. Das Kreuz selbst hat eine Höhe von 309 cm. Seine Form als tief verzweigter Stamm mit abgeschnittenen Wuchsformen repräsentiert einen symbolischen Baum der Erkenntnis von Gut und Böse.
Die Figur Christi hat einen überproportional großen Kopf, Handflächen und Füße. Mit offenem Mund und gesenkten Augen senkt sich sein Kopf nach rechts und streckt die Nackenmuskulatur. Das Vorbild könnten die Häupter der Propheten an der Westfassade des Straßburger Münsters gewesen sein. Das ausdrucksstarke Antlitz des Leidens Christi wird durch Schnitzereien unterstrichen, die tendenziell stilisiert sind und scharfe konvexe und konkave Formen kombinieren. Der Kopf Christi hat einen präzise geschnittenen Bart und eine massive Dornenkrone mit langen Dornen, die in den Schädel eindringen. Die Statue diente, wie auch die anderen „Crucifixi dolorosi“, zur Aufbewahrung von Reliquien, wie das Loch im Kopf beweist. Die langen Haarsträhnen, die auf älteren Abbildungen zu sehen sind, waren nicht original und wurden bei der Restaurierung entfernt. Große Handflächen mit langen, verdrehten Fingern weisen Wunden auf, die durch geschwollene Haut an den Nägeln hervorgerufen werden. Darüber hinaus akzentuieren die gekreuzten mit einem Nagel durchbohrten Beine die Wunden dramatisch. Der Körper ist ziemlich massiv, mit schematisch markierten Rippen, die sich bis zur Taille erstrecken, einem Bauch mit vier konvexen Falten, einem unteren Rand der Brust in Form eines Buchstabens M. Die Seitenwunde ist offen und das Blut fließt bis zu den Füßen. Die Kreuzigung wird im Vergleich zu älteren Bildern mit naturalistischer Genauigkeit wiedergegeben – schlanke Arme werden durch das Gewicht des Körpers gestreckt, genagelte Beine haben stark angewinkelte Knie.
Das Lendentuch Christi besteht aus mehreren Falten, die tief, schüsselförmig, vorne horizontal und an den Seiten flach und vertikal dicht gefaltet sind. Die vier Spitzen fallen zu beiden Seiten und zwischen die Knie. Das Drapierungsmuster ähnelt dem von Nonnberg- und Friesach-Kruzifixen und stimmt teilweise mit den jüngeren dalmatinischen Kruzifixen überein.
Bis zum 13. Jahrhundert wurde Christus am Kreuz fast ausschließlich als Christus der Sieger über den Tod dargestellt, als eine glatte Figur ohne Anzeichen von Leiden, oft mit einer Krone auf dem Kopf. Es war eine Kreuzigung mit vier Nägeln, bei der die Beine nebeneinander ruhten. Die Drei-Nägel-Kreuzigung dominiert seit Mitte des 13. Jahrhunderts und hat ihren Ursprung in mystischen Strömungen in der Kirche, die sich auf den menschlichen Aspekt des Leidens Christi konzentrierten und die Gläubigen zum Nachdenken und Identifizieren ermutigten. Um die Wende vom 13. zum 14. Jahrhundert musste sich die Kirche mit dem wachsenden Einfluss religiöser Ketzer auseinandersetzen. Bei der Bekämpfung der Ketzer spielten die Bettelorden sowie die Inquisition eine wichtige Rolle. Die drastische Darstellung Christi am Kreuz geht auf Aufzeichnungen mystischer Visionen und Gebete zurück und sollte den Glauben vertiefen, dass der Messias sich selbst geopfert hat, um menschliche Sünden zu erlösen.

## Restaurierung
Das Kruzifix wurde 1997 restauriert. Der Besitzer des Werkes und die Akademie der Wissenschaften der Tschechischen Republik stimmten zu, dass wegen der guten Erhaltung der ursprünglichen gotischen Polychromie alle späteren Anstriche mit Ausnahme der ältesten Schicht entfernt werden. Im Laufe von 600 Jahren wurden zehn Grundschichten und Übermalungen auf das Kruzifix aufgebracht, die nach und nach gescannt und dokumentiert wurden. Die älteste graurosa Farbe des Inkarnats ist nur fragmentarisch auf dem Handrücken erhalten, so dass die Statue entsprechend einer Restaurierung noch in gotischer Zeit eine hellbraune Körperfarbe erhielt. Der ursprünglich hellgrau-braune Schleier Christi wurde mehrmals übermalt. Während der Restaurierung wurden die vier jüngsten Anstriche entfernt und die älteste erhaltene Elfenbeinschicht mit Blutstropfen und einem vergoldeten Saum belassen. Das Gabelkreuz aus Fichte (Mitte) und Ahorn (Gabel) ist original, einschließlich der darunter liegenden silikatischen Schicht und Spuren der ursprünglichen Polychromie. Die älteste dunkelbraune Bemalung ist erhalten geblieben. Im Gegensatz zu den vergleichbaren deutschen Christusstatuen aus Eiche oder Nussbaum (Coesfeld, St. Sixtus in Haltern) besteht jene aus Jihlava aus weichem Pappelholz und einer größeren Anzahl kleinerer Teile. Die Fugen wurden mit einer Leinwand überzogen und mit Unterlagsschichten aus kieselhaltigem Ton und Kreide geglättet, die in ihrer Zusammensetzung den Materialien der tschechischen gotischen Tafelmalerei und Holzskulptur des 14. Jahrhunderts entsprechen.

## Bedeutung
Mit ihrem historischen und künstlerischen Wert ist diese Arbeit eine der wichtigsten in der Gruppe der schmerzhaften Kruzifixe. In Europa gibt es nur wenige Dutzend ähnliche frühgotische Werke. Am ältesten sind die Kruzifixe in der Benediktinerinnenabtei Nonnberg in Salzburg, der „Crocifisso Chiaramonte“ in der Kathedrale von Palermo, sowie die Kruzifixe in der „Chapelle du dévot Christ“ in Perpignan (1307) und in den Kathedralen der italienischen Städte Lucera (1317), Sulmona, Tolentino und Fabriano. Weitere befinden sich in den dalmatinischen Städten Split, Kotor und Piran.

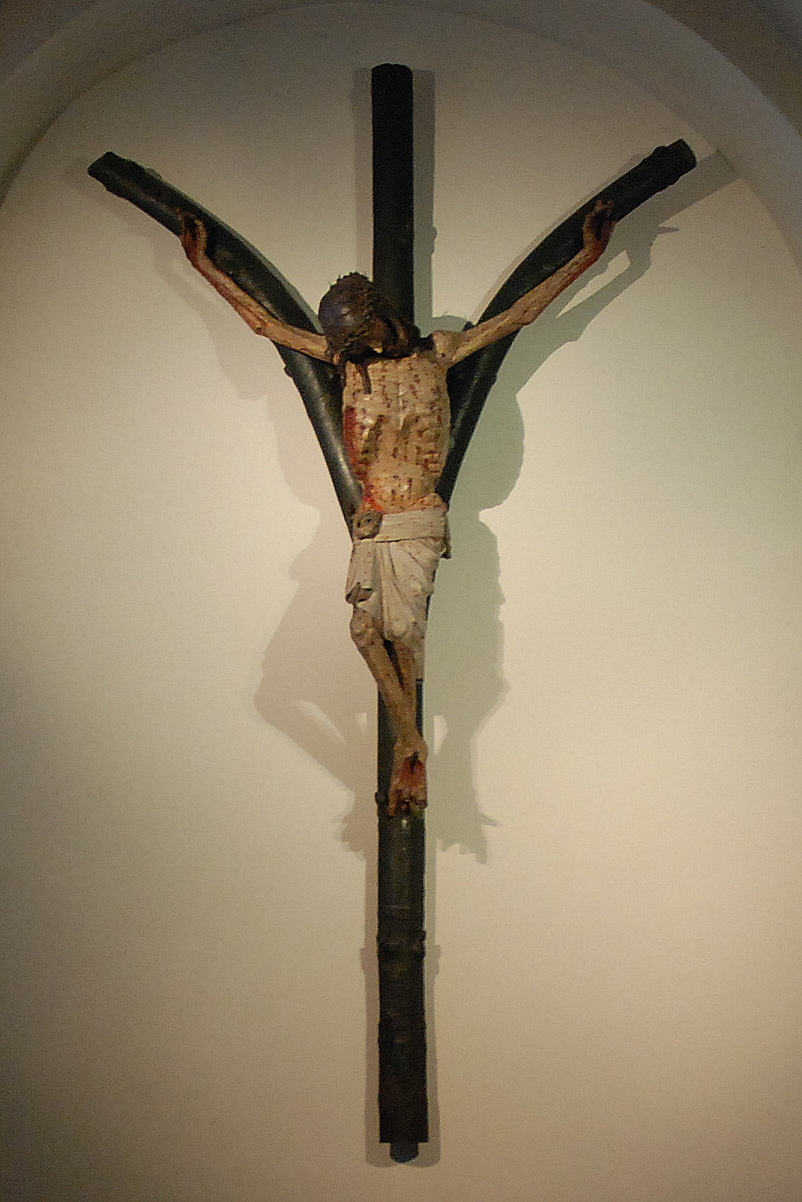
Kruzifix, St. Maria im Kapitol, Köln (1304)
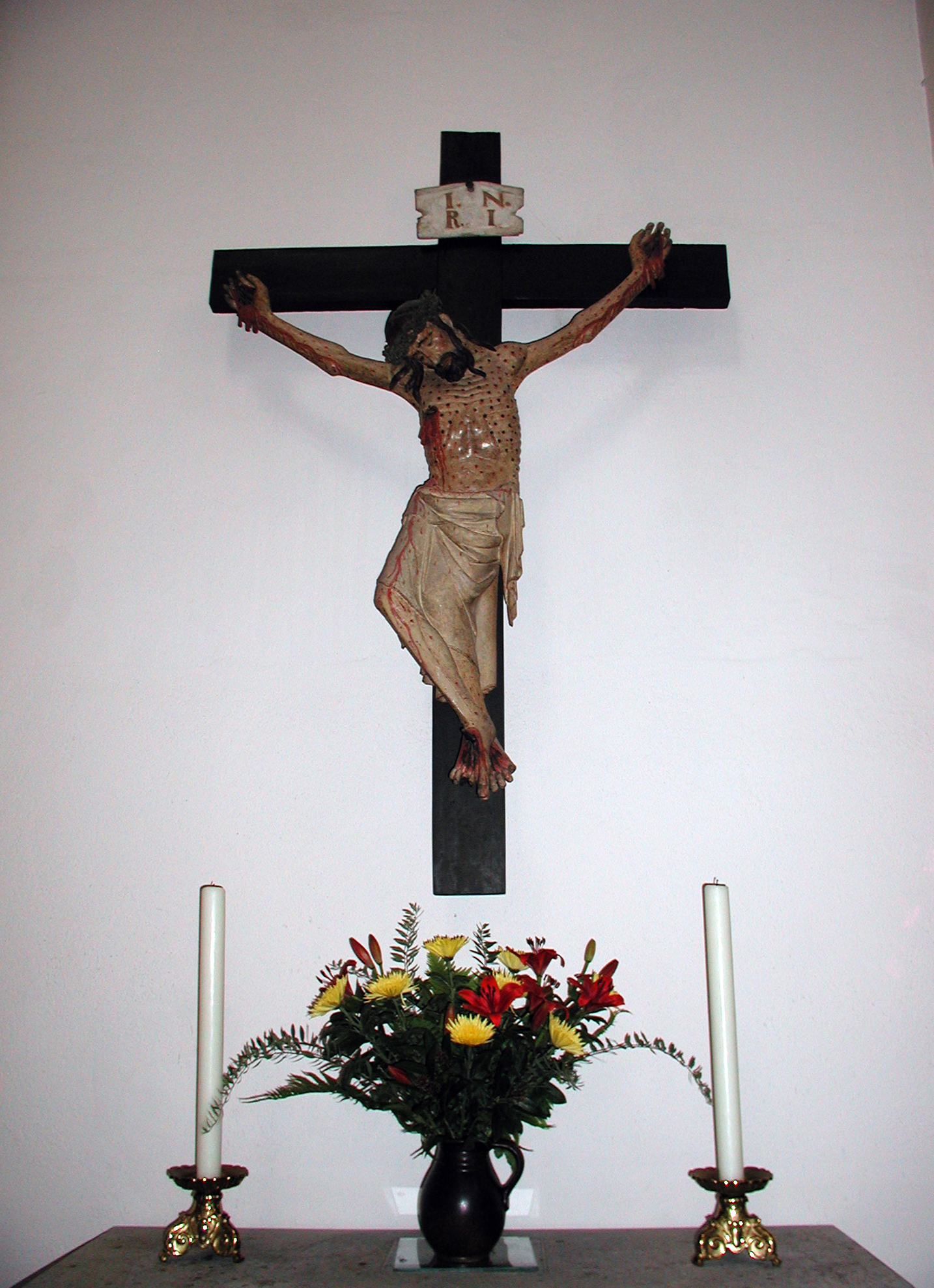
Kruzifix, St. Maria vom Frieden, Köln
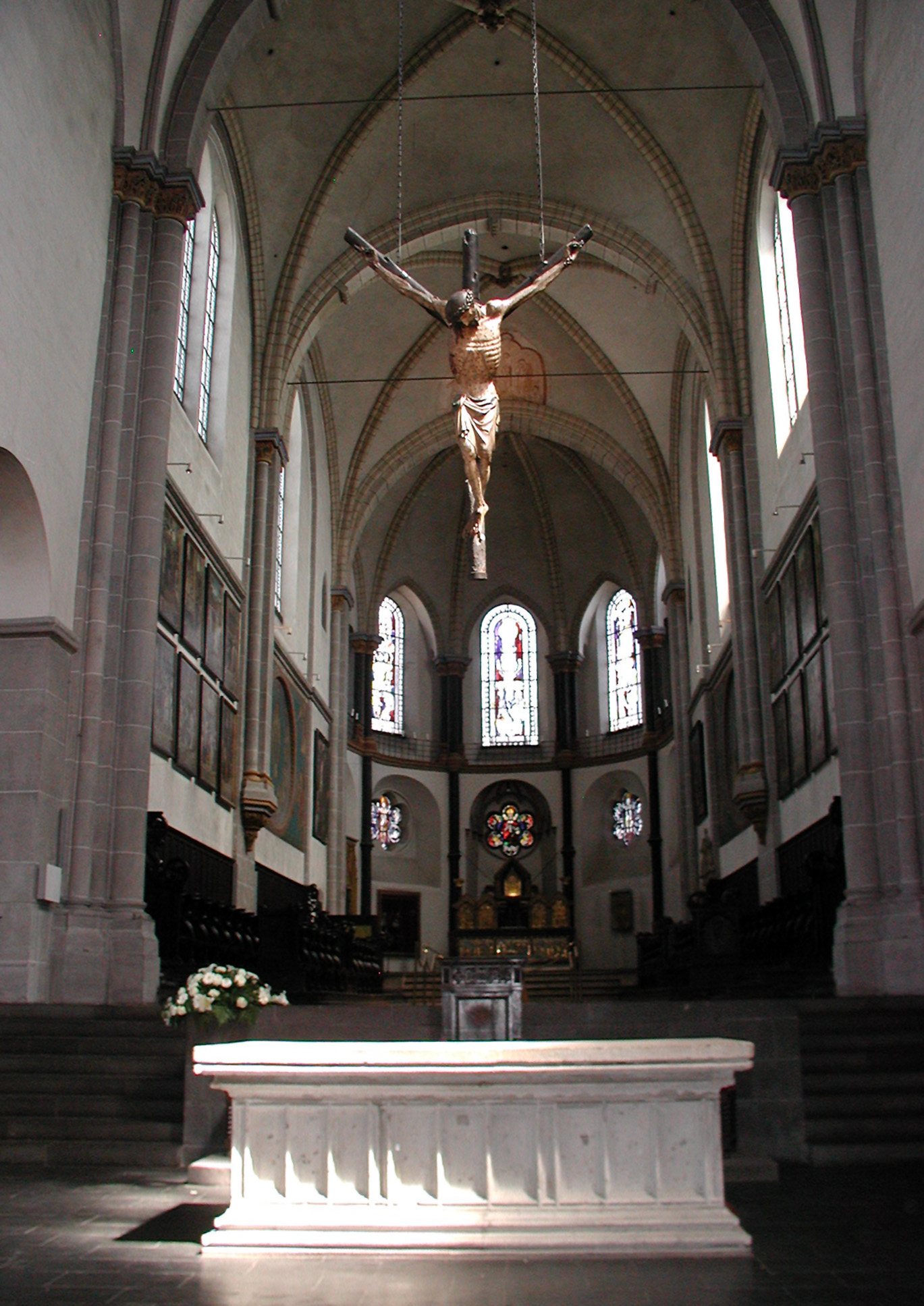
Kruzifix, St. Severin, Köln
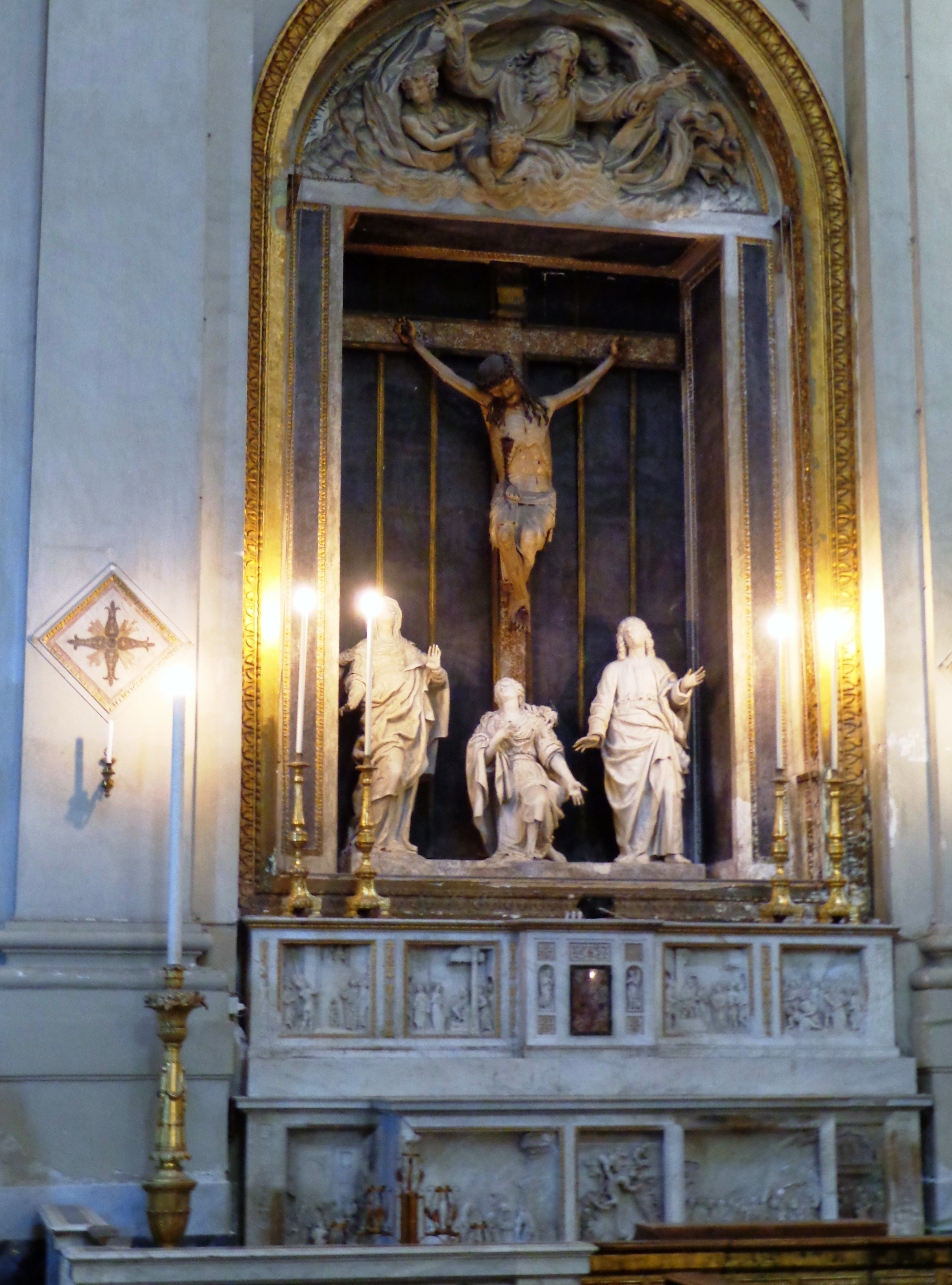
Kruzifix, Kathedrale von Palermo (vor 1311?)
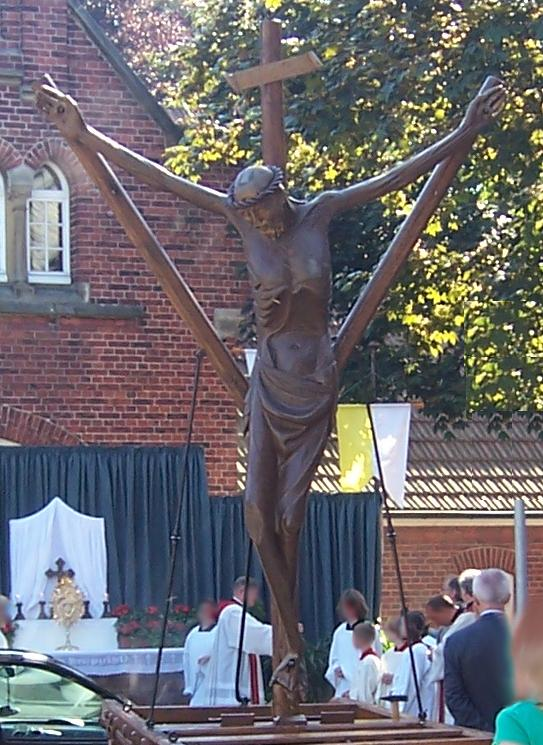
Kruzifix, St. Lambert, Coesfeld (1312?)
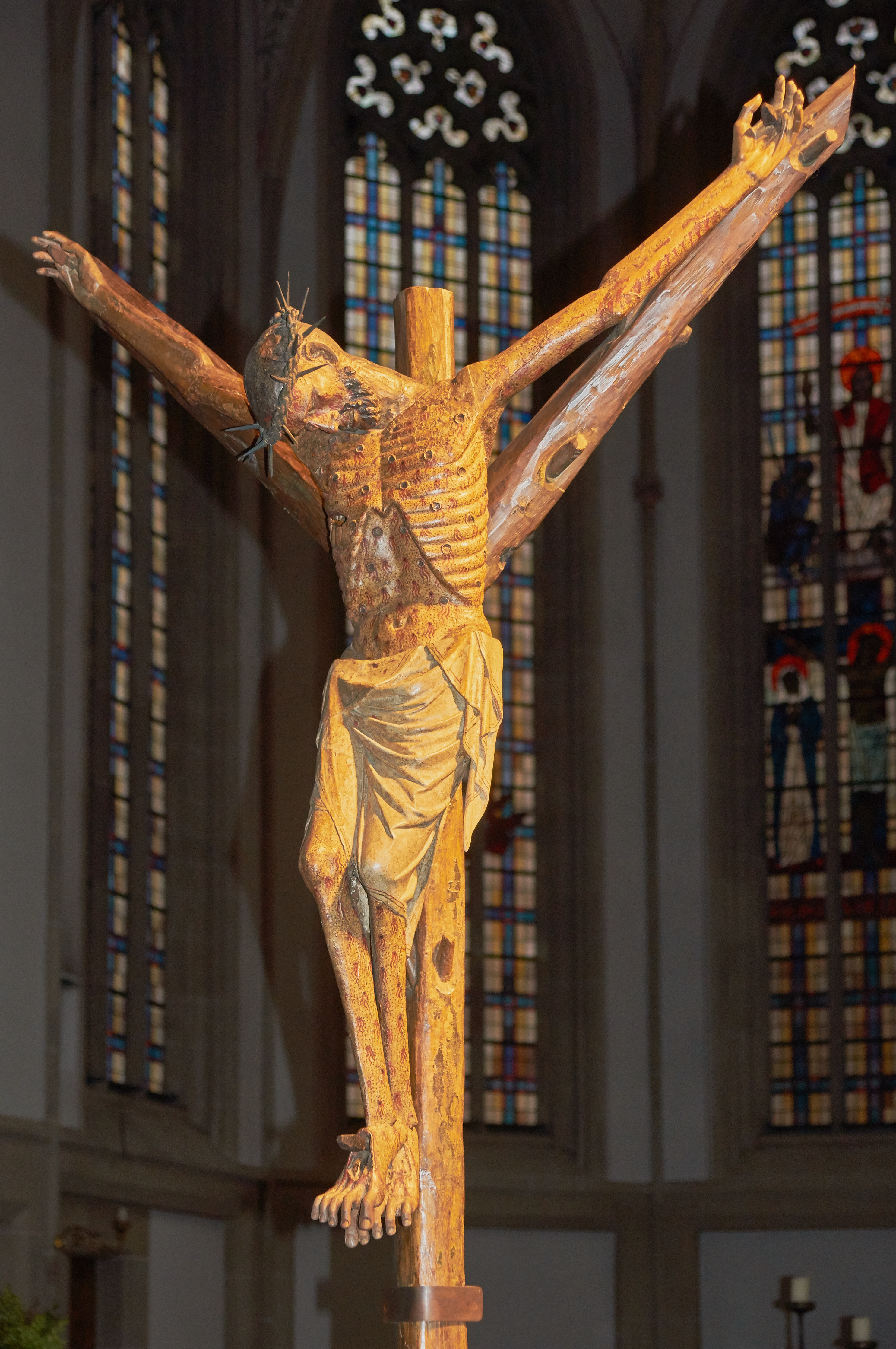
Kruzifix, St. Georg, Bocholt
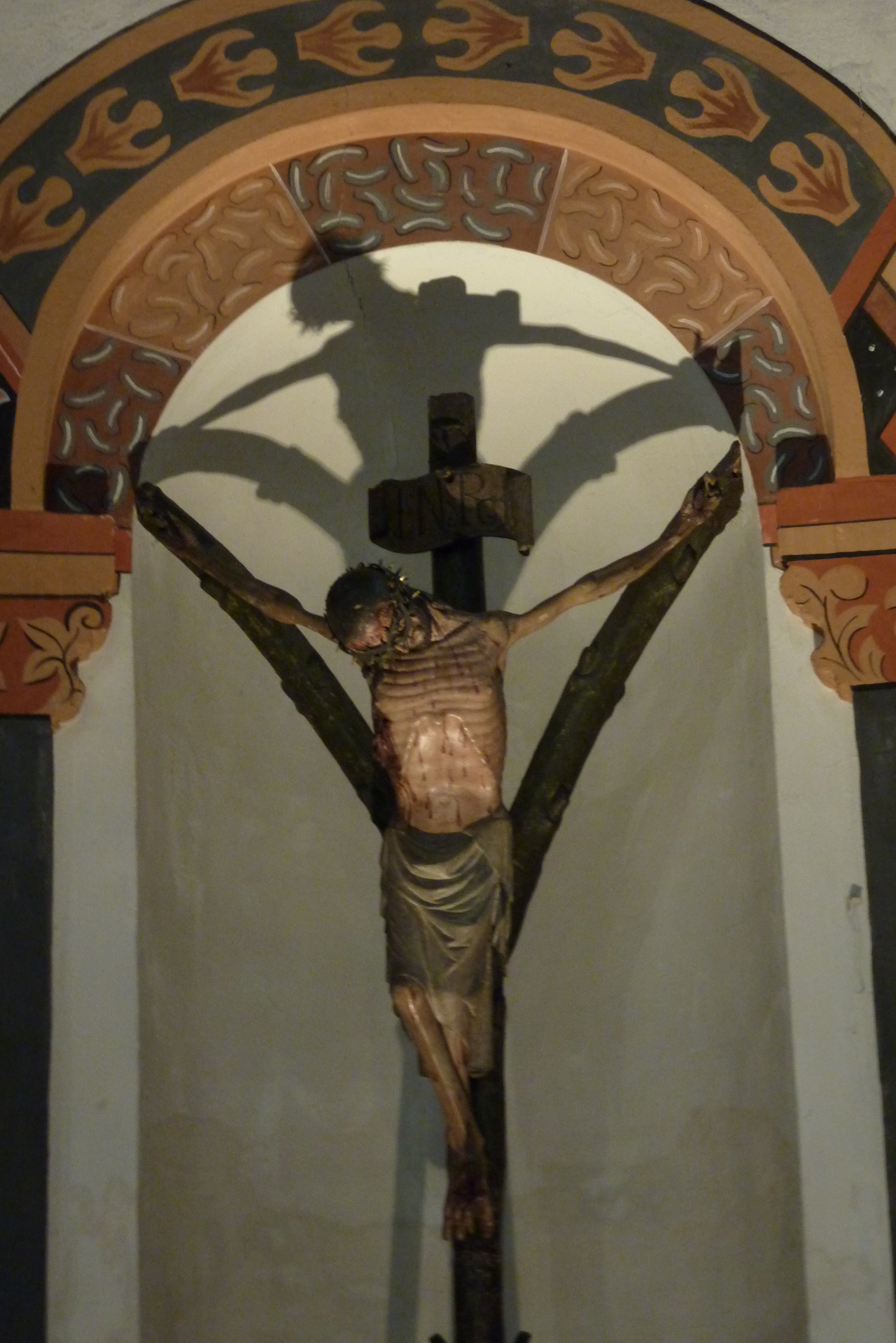
Kruzifix, Liebfrauenkirche, Andernach (1310–1320)
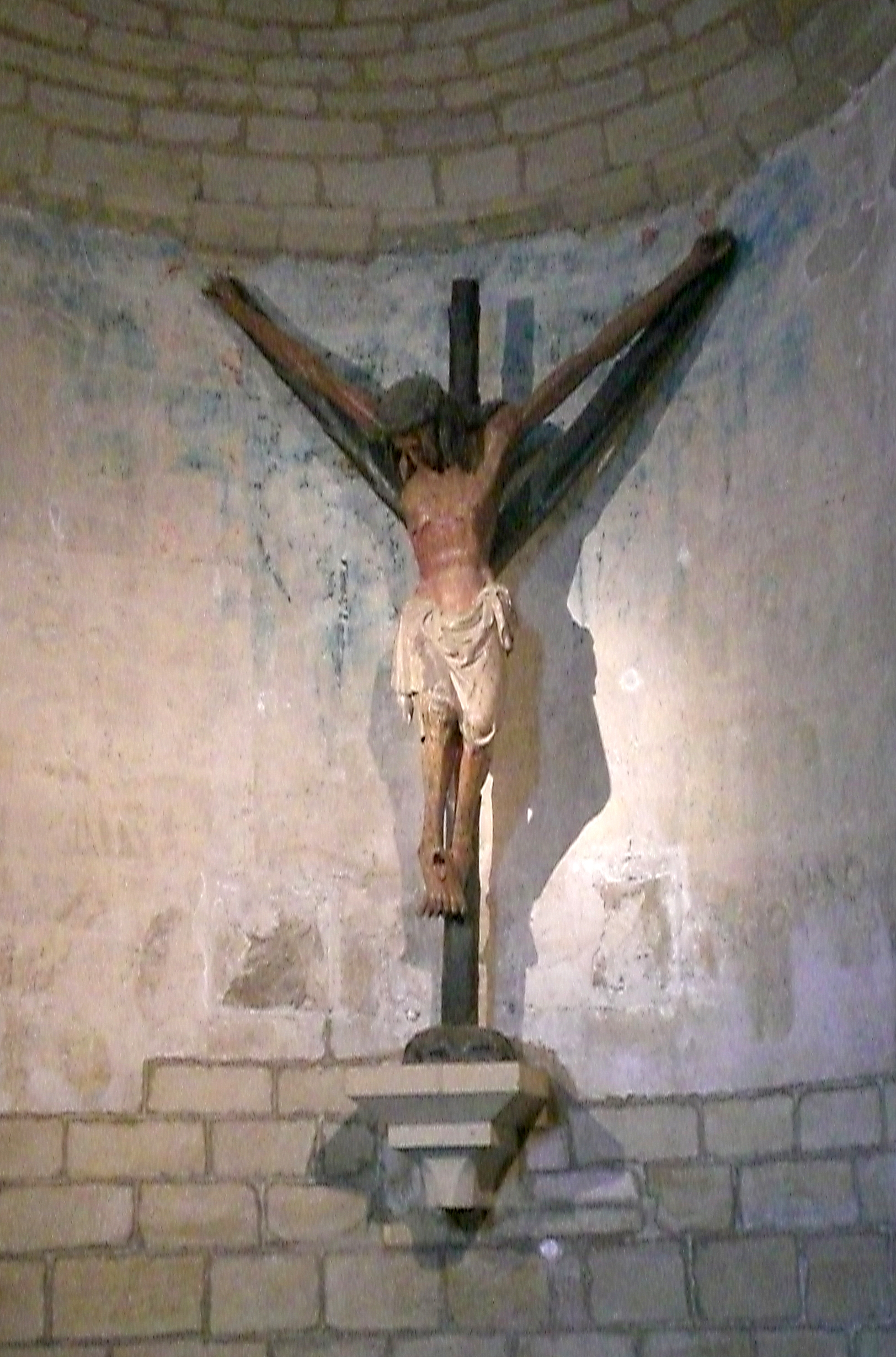
Kruzifix, Iglesia del Crucifijo, Puente la Reina (vor 1325)
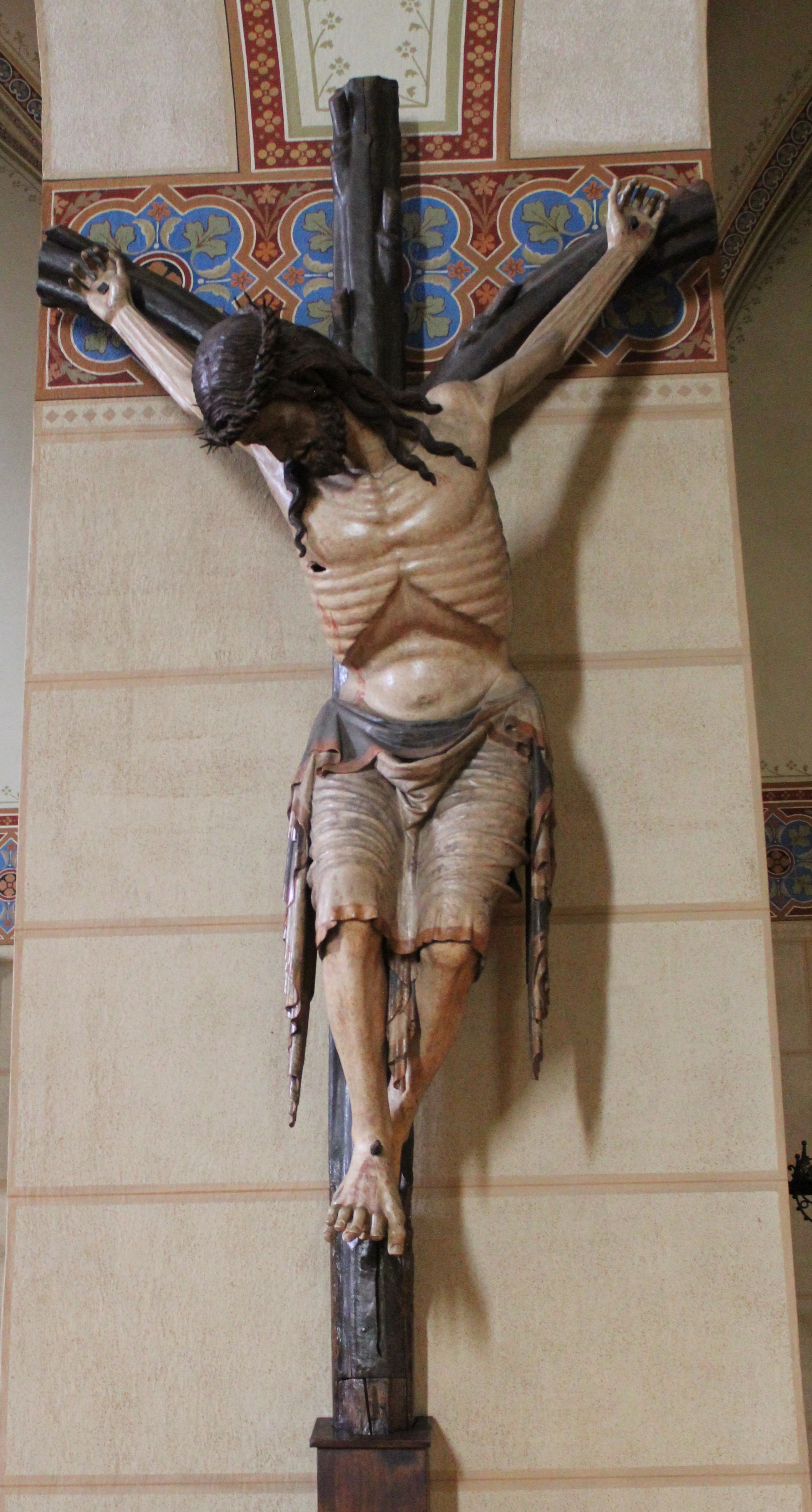
Kruzifix, St. Nikolaus, Friesach (2. Viertel des 14. Jahrhunderts)
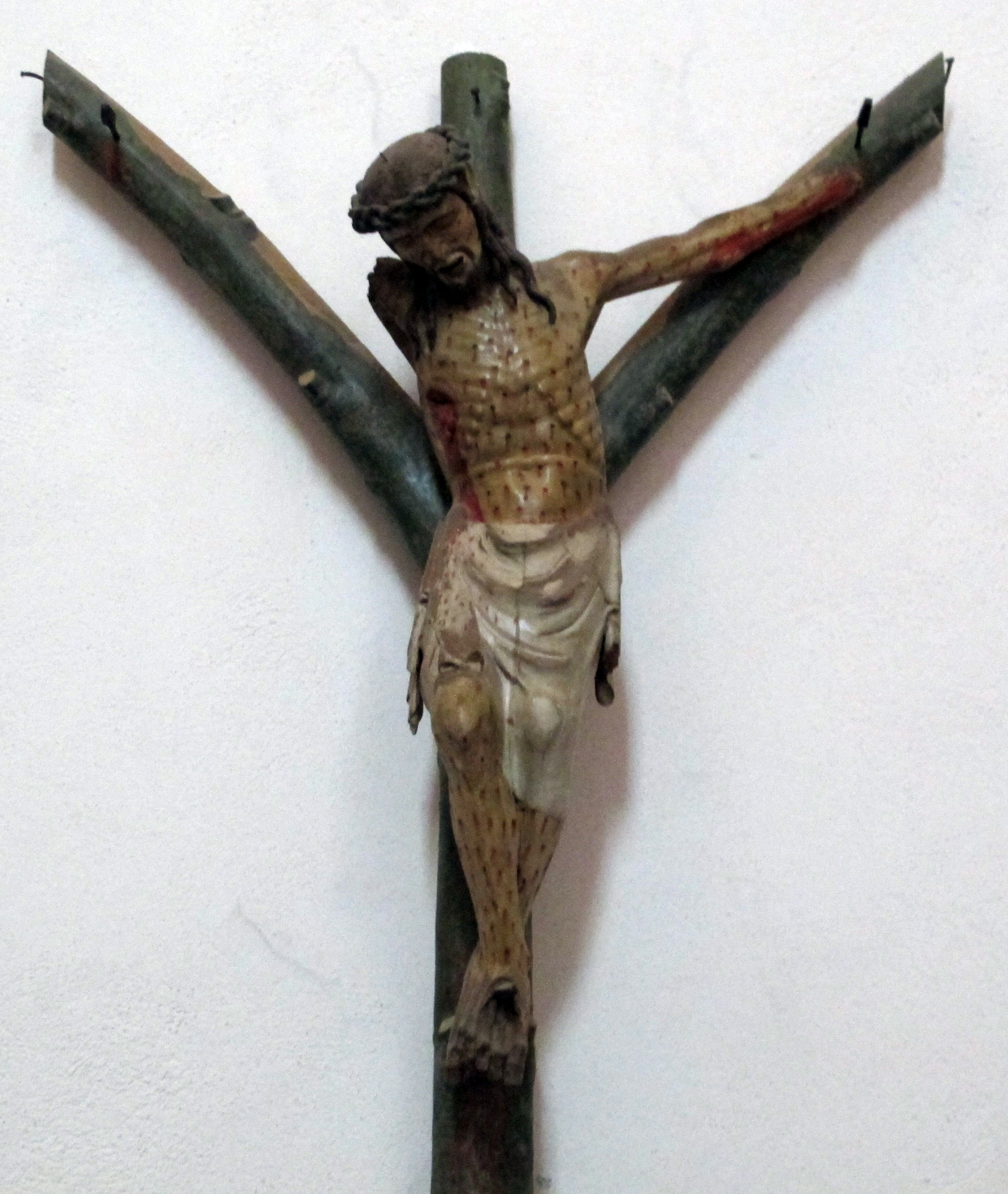
Kruzifix, Orvieto Domenico
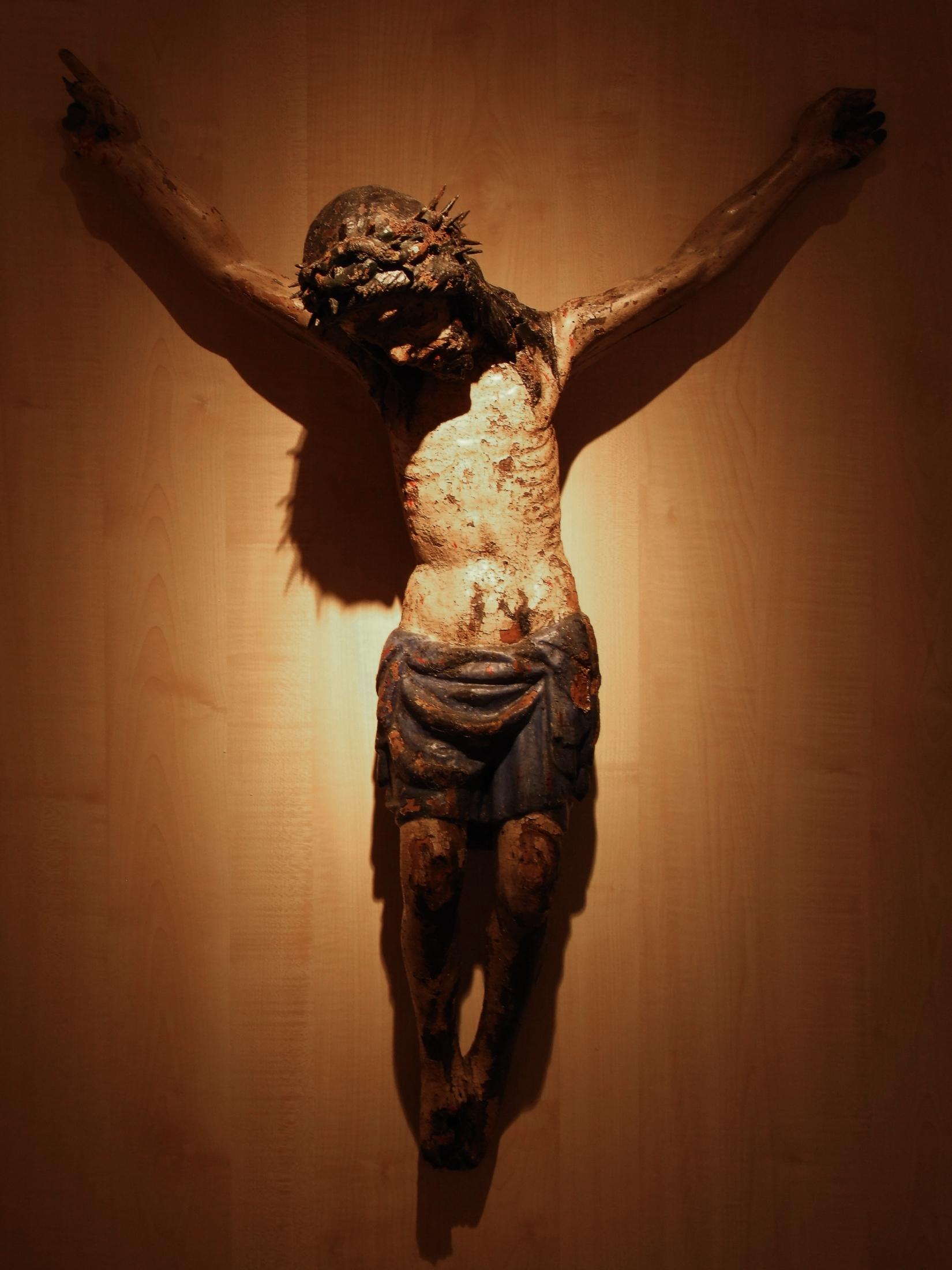
Kruzifix, Kathedrale von Kotor
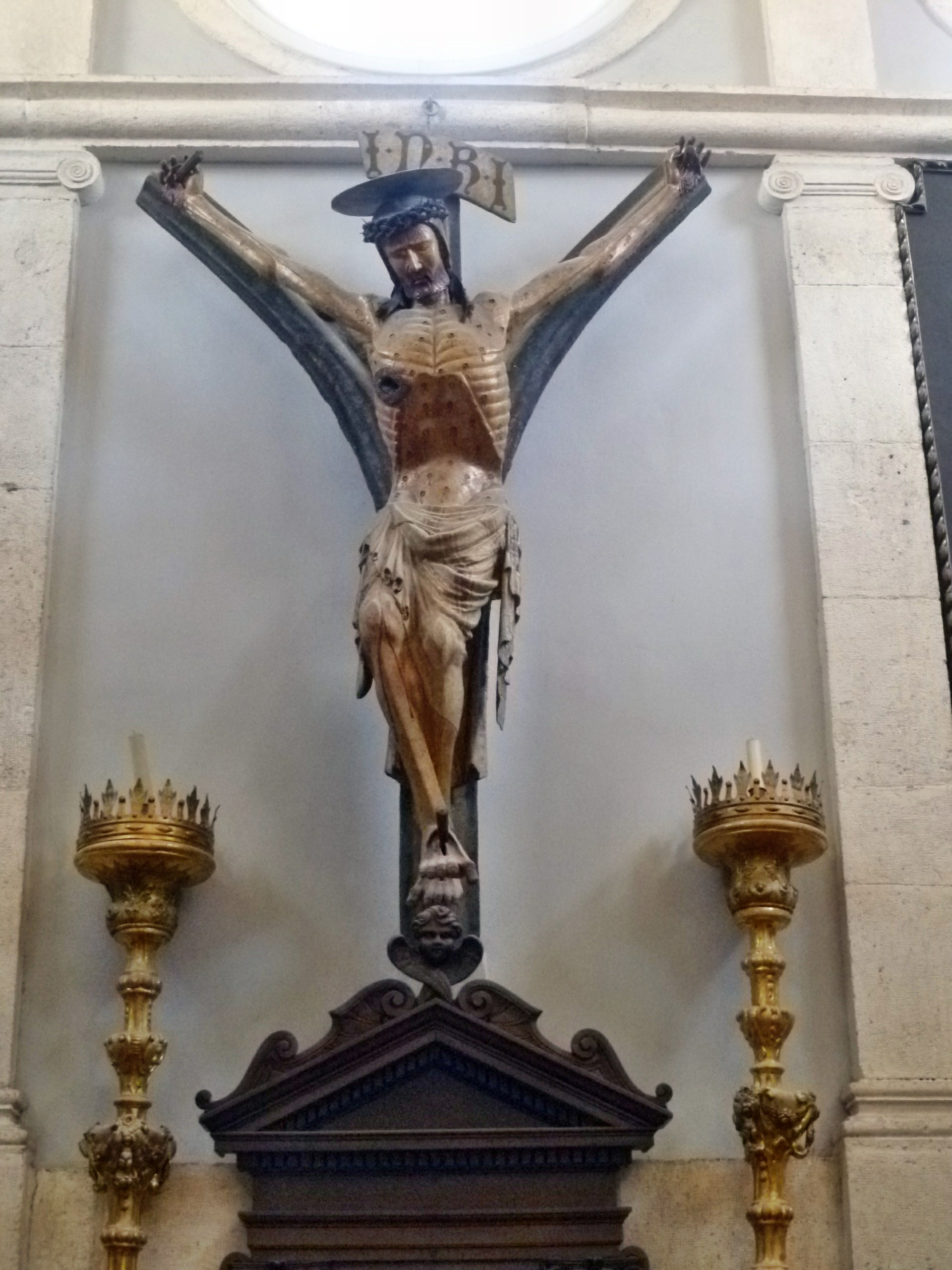
Kruzifix, Split Kathedrale
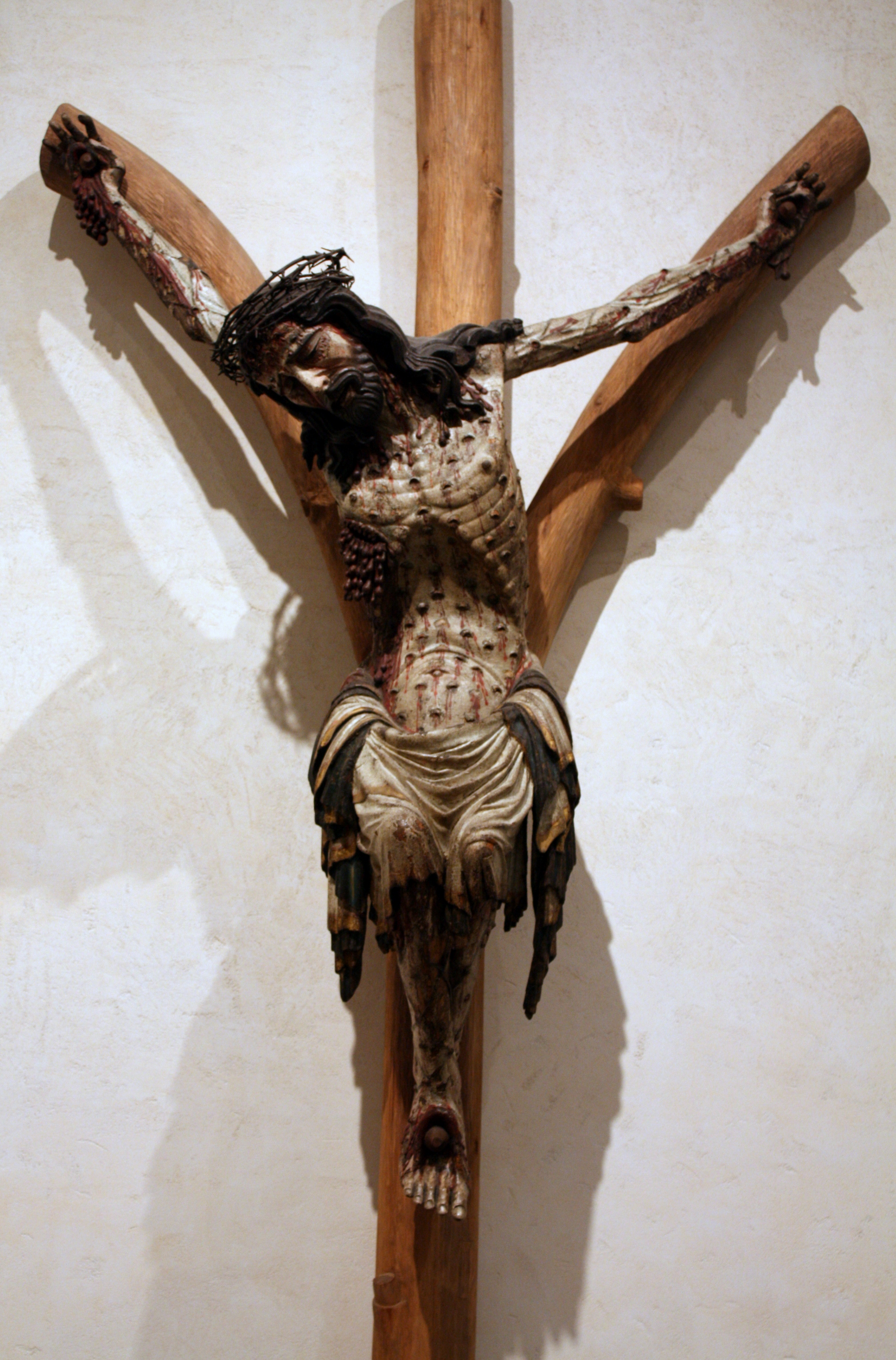
Ein gegabeltes Kruzifix aus der Fronleichnamskirche in Breslau
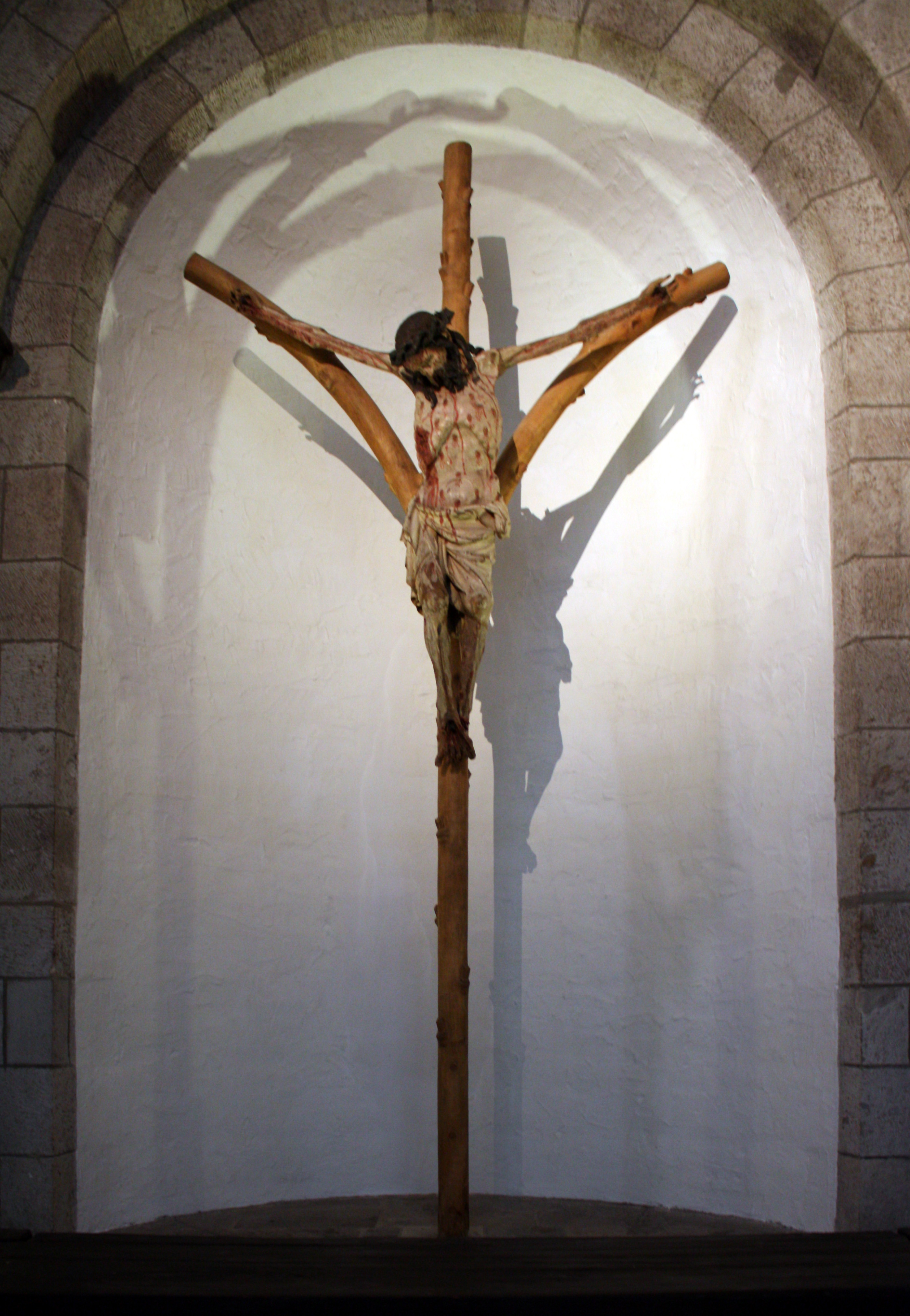
Kruzifix, St. Georg, Köln (um 1380)
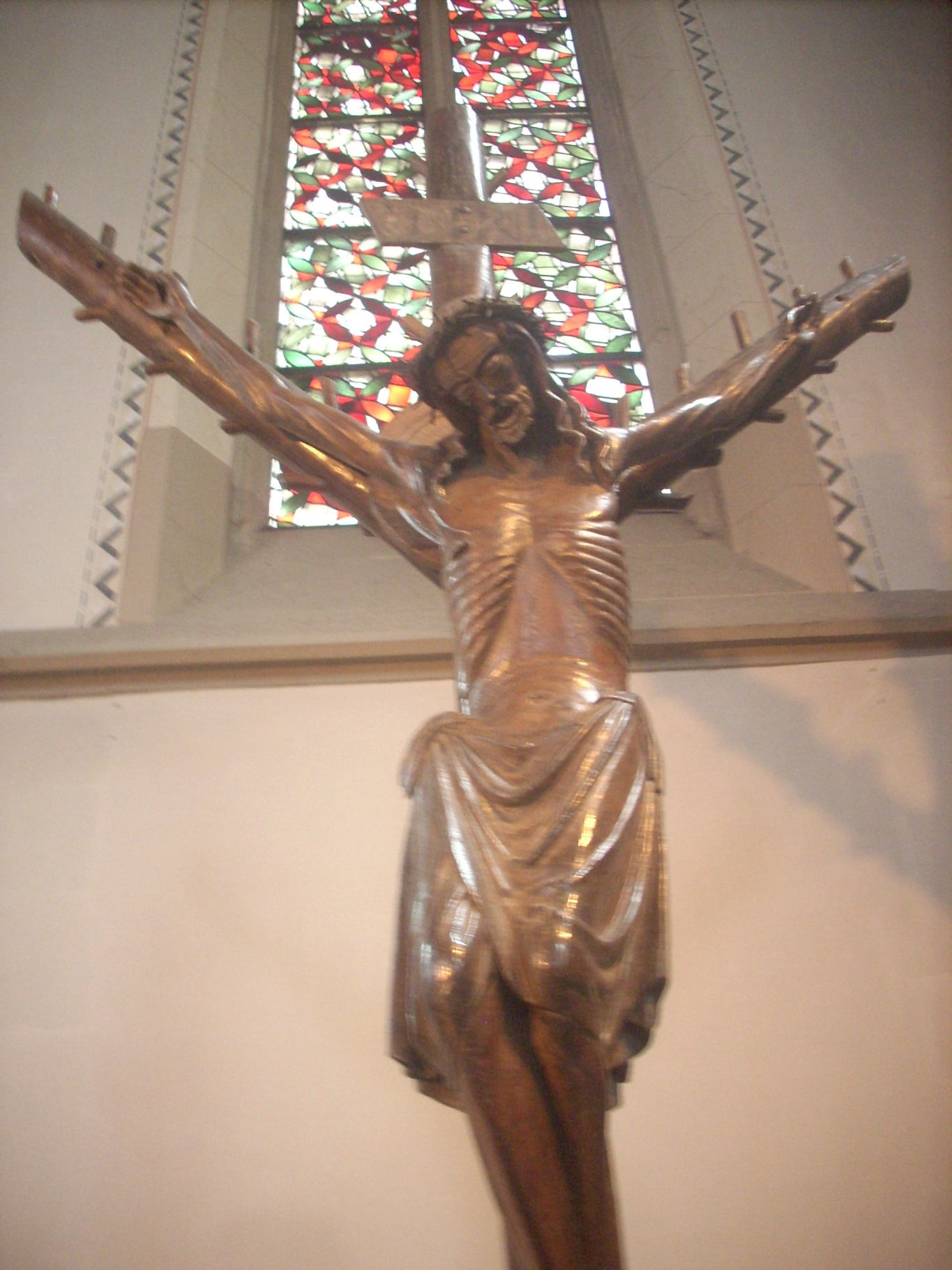
Kruzifix St. Sixtus, Haltern